# Sävsjön (Folkärna socken, Dalarna)
Sävsjön är en sjö i Avesta kommun i Dalarna och ingår i Dalälvens huvudavrinningsområde. Sjön har en area på 0,0537 kvadratkilometer och ligger 104,3 meter över havet.

## Delavrinningsområde
Sävsjön ingår i det delavrinningsområde (667695-153166) som SMHI kallar för Inloppet i Pellbosjön. Medelhöjden är 104 meter över havet och ytan är 15,05 kvadratkilometer. Det finns inga avrinningsområden uppströms utan avrinningsområdet är högsta punkten. Vattendraget som avvattnar avrinningsområdet har biflödesordning 2, vilket innebär att vattnet flödar genom totalt 2 vattendrag innan det når havet efter 113 kilometer. Avrinningsområdet består mestadels av skog (82 procent). Avrinningsområdet har 0,27 kvadratkilometer vattenytor vilket ger det en sjöprocent på 1,8 procent.